# HICOM Automotive Manufacturers (Malaysia)
HICOM Automotive Manufacturers (Malaysia) Sdn. Bhd. (kurz HAMM) ist ein Automobilhersteller in Pekan (Malaysia) und eine Tochtergesellschaft von DRB-HICOM Bhd.

## Geschichte
Das Unternehmen wurde 1983 von Tata Motors gegründet und trug zunächst den Namen Automotive Manufacturers (Malaysia) Sdn. Bhd. Im Jahr 1997 wurde das Unternehmen von MTB (Malaysian Truck & Bus, heute Isuzu HICOM Malaysia) übernommen. Mit der Übernahme durch DRB-HICOM wurde der Name 2008 zu HICOM Automotive Manufacturers (Malaysia) Sdn. Bhd. geändert.

## Modelle
Die ersten montierten Modelle waren der Bus Isuzu CKR 500 ZZ (1984) sowie der Suzuki SJ410 (1985) und der Citroën CX (1986). Wenig später kamen die Proton-Modelle Satria (1994), Tiara (1995) und Iswara (2000) hinzu.
Die Produktion von Citroën-Fahrzeugen umfasste auch die Modelle BX, ZX und Xantia. Sie endete im Jahr 2000.
Weitere produzierte Marken sind Kia (ab 2001), Naza (ab 2003), SsangYong (ab 2006).
Seit 2012 wird bei HAMM der Volkswagen Passat aus SKD-Bausätzen produziert.
Das aktuelle Portfolio besteht aus Mercedes-Benz, Suzuki, Volkswagen sowie den Nutzfahrzeugmarken FUSO und Actros.